# Ойбонт
Ойбонт (рос. Ойбонт) — селище Хоринського району, Бурятії Росії. Входить до складу Сільського поселення Верхньокурбінське.
Населення — 71 особа (2015 рік).